# Xanthoparmelia greytonensis
Xanthoparmelia greytonensis är en lavart som beskrevs av Hale. Xanthoparmelia greytonensis ingår i släktet Xanthoparmelia och familjen Parmeliaceae.   Inga underarter finns listade i Catalogue of Life.